# Октендиол
Октендиол ((Z)-октен-4-диол-1,8) — органическое вещество, принадлежащее к классу ненасыщенных диолов, которое находит применение в качестве отщепляемого линкера в твердофазном синтезе олигосахаридов, а также как источник цис-двойной связи в органическом синтезе природных соединений.

## Получение
Препаративный метод получения октендиола заключается в селективном окислении одной двойной связи коммерчески доступного циклооктадиена. Его проводят под действием мета-хлорнадбензойной кислоты с последующим разложением периодатом либо сразу действуя озоном. Получаемый диальдегид затем восстанавливают боргидридом натрия. Загрязнённый продукт очищают перегонкой при пониженном давлении или хроматографией на силикагеле.

## Строение и физические свойства
Октендиол представляет собой бесцветное масло, растворимое в большинстве органических растворителей. Хранить его рекомендуется в чистом виде, в замороженном состоянии и инертной атмосфере.

## Применение

### В синтезе олигосахаридов
Октендиол применяют в качестве отщепляемого линкера в твердофазном синтезе олигосахаридов: одна из гидроксильных групп служит для связывания с углеводной цепью, а вторая — для привязки к твердофазной подложке. Количественно оценить степень введения октендиола на твёрдую поверхность можно при помощи предварительной постановки на одну гидроксильную группу диметокситритильной (Dmt) функции. После модификации твердофазного носителя, например смолы Меррифилда, таким моно-Dmt-октендиолом и отмывки несвязанного реагента диметокситритильную группу удаляют дихлоруксусной кислотой. При этом образуется диметокситритильный катион, количество которого оценивают при помощи колориметрии (504 нм).
Носители, модифицированные свободным октендиолом, используются для синтеза олигосахаридов. Со свободной гидроксильной группой на поверхности вступают в реакцию так называемые гликозильные доноры, в том числе трихлорацетимидаты и фосфаты, что позволяет наращивать олигосахаридную цепочку, получая, среди прочего, олигосахариды достаточно сложного строения.
Отщепление олигосахарида проводят разными способами, например реакцией метатезиса олефинов в присутствии катализатора Граббса в атмосфере этилена. В таком случае получаемый олигосахарид включает в себя пентенильный остаток, который может пригодиться для дальнейшей функционализации соединения. Также для отщепления олигосахарида применяют обработку N-иодсукцинимидом и триэтилсилилтрифлатом (TESOTf) в присутствии бензилового спирта. Третьим способом отщепления является озонолиз, который оставляет в олигосахариде альдегидную группу.
В специфических условиях, связанных с сильными электрофильными реагентами, двойную связь октендиольного линкера на твёрдой фазе маскируют в виде дибромида, предварительно обрабатывая его бромидом лития и бромидом меди(II). Когда же приходит время отщеплять линкер, двойную связь возвращают по реакции дебромирования.

### В синтезе природных соединений
Основной ценностью октендиола в синтезе природных соединений является то, что он открывает доступ к фрагменту, содержащему внутреннюю двойную связь в (Z)-конфигурации. Это важно, в частности, для синтеза феромонов. Так, один из ранних синтезов диспарлура основан именно на данном соединении.